# Гальнбек, Иван Андреевич
Иван Андреевич Га́льнбек (нем. Johannes Leopold Gahlnbäck (Gahlnbeck); 21 октября 1855, Пюха (Сааремаа), Лифляндская губерния, Российская империя — 20 августа 1934, Ленинград) — российский, советский художник, архитектор, старший библиотекарь, учёный-реставратор, знаток эстонской этнографии и искусства, автор книг по оловянному производству, коллекционер, эксперт комитета по охране памятников старины и искусства, участник русско-турецкой войны.

## Биография

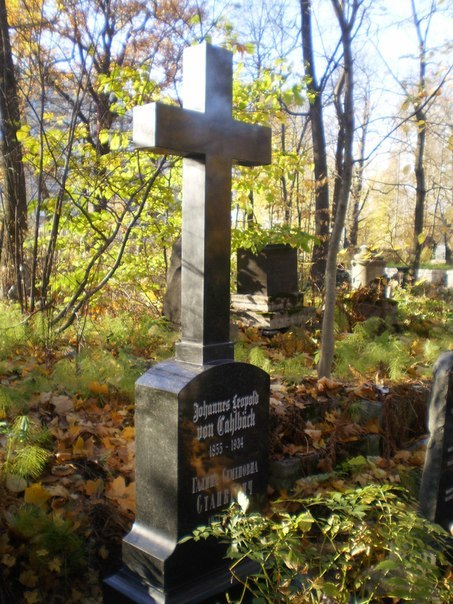
Надгробие Гальнбек Ивана Андреевича

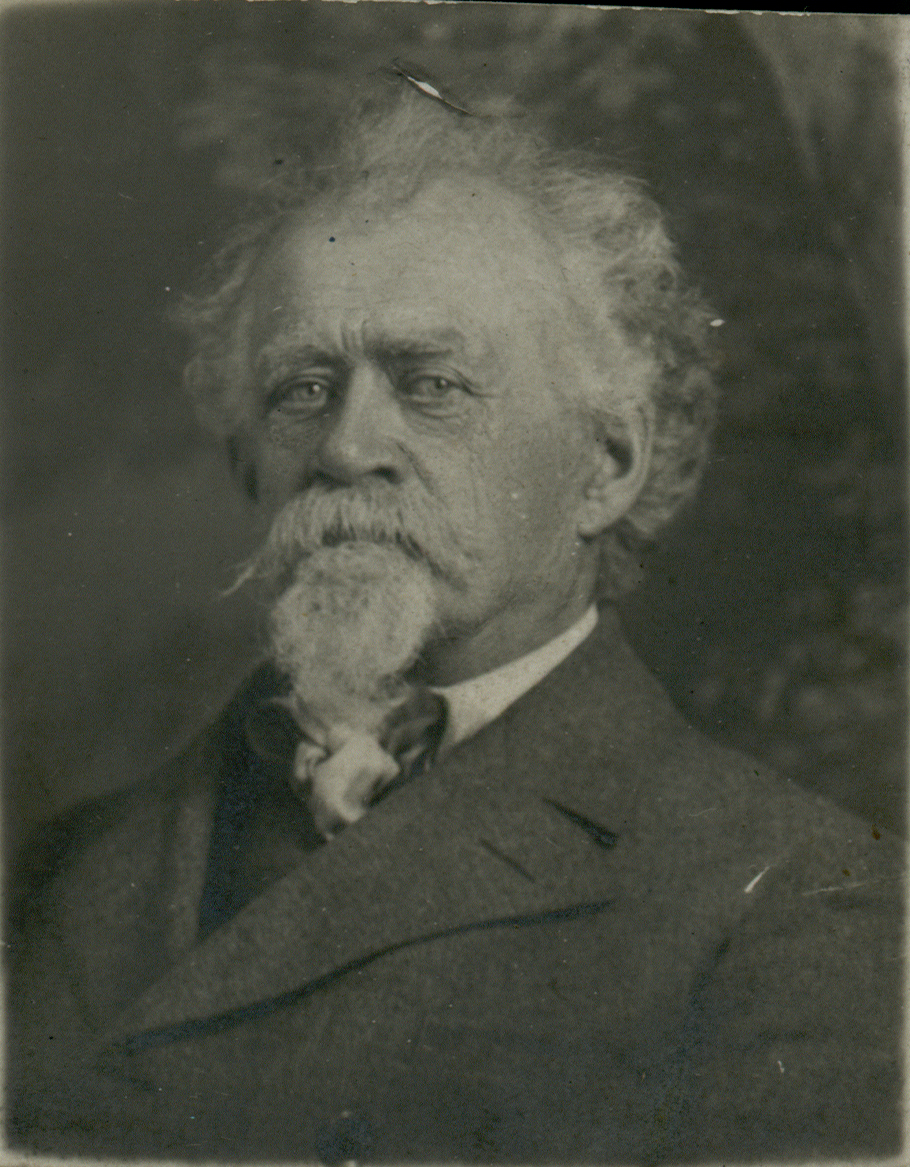
Фотография-портрет Гальнбек Ивана Андреевича

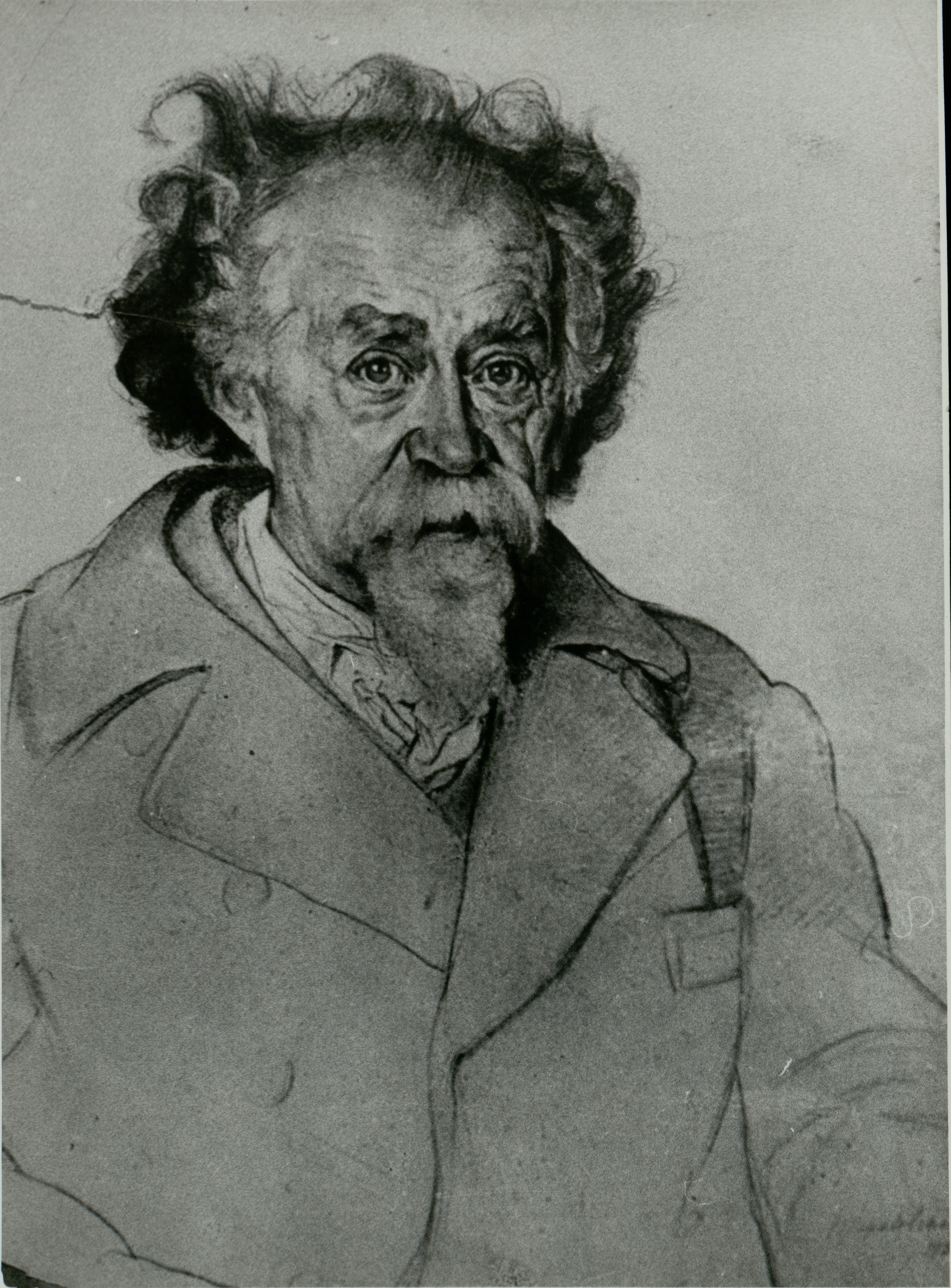
Портрет Гальнбек Ивана Андреевича

Семья Гальнбек на фоне своего дома в с. Левашово, Ленинград

Рисунок. Присутствует надпись: «1915 год. Кто сей прекрасный человек? Иван Андреевич Гальнбек»

Родился 21 октября 1855 года в деревне (приход) Пюха на острове Эзель (Сааремаа) в Лифляндской губернии (Эстония) в семье немецкого пастора.

### Образование
Окончил гимназию в Аренсбурге.
В 1873—1875 годы учился на архитектурном отделе Рижского политехникума, с 1875 — на архитектурном отделении Академии художеств (Санкт-Петербург). Окончил обучение в 1879 году со званием классного художника III степени по архитектуре.
В 1879—1881 годы изучал архитектуру и искусство в путешествии по Европе (Германия, Голландия, Италия).

### Воинская служба
В 1877 году участвовал офицером лейб-гвардии Финляндского полка в русско-турецкой войне, был ранен, удостоен орденов.

### Карьера
1881—1929 год — старший библиотекарь Училища технического рисования барона фон Штиглица, сформировавший её фонд.
Одновременно преподавал в училище рисование, читал лекции.
Благодаря его организаторской деятельности в библиотеке было сформировано одно из богатейших в России собрание книг по декоративно-прикладному искусству, собраны изобразительные материалы (в том числе подлинники — рисунки Рафаэля, гравюры Рембрандта и Дюрера, работы художников-декораторов Буше, Гутьера, Николя Пино и других) и большая коллекция книжных переплётов из личных библиотек французских королей XVII—XVIII веков.
Собрание библиотеки к 1917 году насчитывало более 17 тысяч единиц хранения (45 000 томов, 90 000 иллюстраций в виде рисунков, гравюр, увражей, офортов, хромолитографий). И. А. Гальнбек систематизировал коллекции и составил предметный каталог — в то время единственный в России по всем отраслям декоративно-прикладного искусства, включая книги, статьи в журналах и иллюстративный материал. Сохранил фонды библиотеки в период революции и в послереволюционные годы, пожертвовав собранной им коллекцией предметов эстонского народного быта.
1926—1929 после передачи библиотеки училища в Научную библиотеку Эрмитажа, продолжал выполнять функции хранителя и библиотекаря, будучи в штате Эрмитажа.
1904—1908 Основатель и первый председатель Русского художественно-промышленного общества.
Учёный-реставратор, коллекционер, знаток эстонской этнографии и искусства.
Сотрудник Государственного Русского музея.
Преподавал рисование в Топографическом училище.
С 1918 года — хранитель оловянных художественных изделий в Эрмитаже, эксперт Комитета по охране памятников старины и искусства.
Действительный член Института археологической технологии;
Руководитель Музея материальной культуры в Ленинграде.

### Смерть
Умер 20 августа 1934 года, похоронен на Смоленском лютеранском кладбище (участок 7).

## Семья

### Отец
Генрих Эдуард Гальнбек (нем. Heinrich Eduard Gahlnbäck) из Ревеля (Таллин), пастор прихода Пюха.

### Мать
Мария Гальнбек, урожд. Хаген (нем. Marie Hagen; 1818—1907).

### Жёны
Жена (первая) — Эмма Элизабет Блезе (нем. Emma Elisabeth Blaese; род. 1853 — ум.1900, бракосочетание: 15.03.1885 в Риге).
Жена (вторая) — Генриетта Купфер (нем. Henriette [Hetta] Kupffer).

### Дети

#### От первой жены Эммы Элизабет Блезе
- Hans Gahlenbeck[нем.] (Родился 27 сентября 1896 in Rostock; умер 10 декабря 1975 в Eisenach) перестал поддерживать отношения с отцом.

#### От второй жены Генриетты Купфер
- Эва
- Андрей
- Артур
- Леопольд
- Пётр
- Юдит

Все мужчины были репрессированы.

## Творчество

### Архитектура
По проектам И. А. Гальнбека построены:
- Училище при реформатских церквях (наб. Мойки, 38) (построено в 1899—1900 гг.)[8][9]
- Доходный дом Е. В. Кривцовой (ул. Восстания, 6) (построен в 1898—1899 гг.; на верхнем этаже имеется панно с датой окончания постройки и указанием авторства архитектора Гальнбека)[10][11]
- Обновление шпиля западной башни (кирха в Нюха)[6][12].
- Реконструкция дачи Фаберже.

### Коллекционер
В экспедициях 1906—1912 годов изучал древние церкви времен крестоносцев XIII века (на острове Эзель), посещал Хийумаа, Кихну, Западную Эстонию. В частности, в 1913 году зарисовал и опубликовал фрески, выявленные в церкви Муху.
Собрал более 3000 памятников традиционной культуры островов Эстонии XVIII—XIX веков.
Предметы из коллекции экспонировал в Санкт-Петербурге и Риге.
Ныне часть коллекции И. А. Гальнбека хранится в фондах Российского этнографического музея (Санкт-Петербург). Часть коллекции предметов эстонского народного быта (более 1700 предметов), проданная И. А. Гальнбеком в 1917 году Оскару Калласу, составила основу Эстонского национального музея в Тарту; предметы из неё регулярно экспонируются как в музее, так и в других городах Эстонии.

### Избранные труды
- Гальнбек И. А. Изделия из олова и оловянная чума : С 7-ю рис. — Л. : Гос. академия истории материальной культуры, 1927. — 32 с. — (Матер. по методологии археологической технологии, издаваемые Ин-том археологической технологии Очистка и сохранение металлических предметов древности / Гос. академия истории материальной культуры ; Вып. 9 4)
- Гальнбек И. А. Краткое руководство к систематическому классному преподаванию рисования со стенными таблицами и объяснительным текстом для употребления в общеобразовательных мужских и женских заведениях и в специальных школах. — СПб. : тип. Э. Гоппе, 1887. — 16 с.
- Гальнбек И. А. О технике золоченых изображений на Лихачевских вратах в Государственном русском музее // Материалы по русскому искусству. — 1928. — Т. 1. — С. 22-31.
- Гальнбек И. А. Роспись главным изданиям по гончарному производству в Библиотеке при Центральном училище технического рисования барона Штиглица в С.-Петербурге. — СПб. : типо-лит. Р. Голике, 1898. — 15 с.
- Gahlnbäck J. L. Zinn und Zinngiesser in Finnland. — Helsingfors : [Suomen Muinaismuistoyhdistys], 1925. — 136 lk.[16]
- Gahlnbäck J. L. Zinn und Zinngiesser in Liv-, Est- und Kurland. — Lübeck : Hansischer Geschichtsverein, 1929. — (Quellen und Darstellungen zur hansischen Geschichte, N.F., Bd. 7).

## Награды
- Знак отличия военного ордена Св. Георгия IV степени[4][К 4];
- орден св. Владимира IV степени[4].

## Политические репрессии
Гальнбек Иван Андреевич вместе с членами семьи был арестован 31 августа 1930 года.

7 октября 1931 года Коллегией ОГПУ по ст. 584—11 УК РСФСР лишён права проживания в Московской и Ленинградской областях (всего 12 населённых областях) и в Республике немцев Поволжья сроком на 3 года. После освобождения вернулся в Ленинград.

- 58-4. Оказание помощи международной буржуазии, которая не признаёт равноправия коммунистической системы, стремясь свергнуть её, а равно находящимся под влиянием или непосредственно организованным этой буржуазии общественным группам и организациям в осуществлении враждебной против СССР деятельности.
- 58-11. Всякого рода организационная деятельность, направленная к подготовке или совершению предусмотренных в настоящей главе контрреволюционных преступлений, приравнивается к совершению таковых и преследуется уголовным кодексом по соответствующим статьям.

- Уголовное дело № П-74581 в отношении осуждённых в 1931 году Гальнбек Ивана Андреевича, а также его детей Андрея, Леопольда, Петра;
- Уголовное дело № П-69922 в отношении Гальнбек Леопольда Ивановича, осужденного в 1941 году

Дела находятся на архивном хранении в Управлении ФСБ России по городу Санкт-Петербургу и Ленинградской области, куда вправе обратиться родственники с требованием об ознакомлении с материалами архивных уголовных дел.

## Реабилитация
Официально признанные подвергшимися политическим репрессиям и реабилитированные в РФ лица:
- Гальнбек Иван Андреевич (Johannes Leopold Gahlnbäck)
- Гальнбек Леопольд Иванович
- Гальнбек Андрей Иванович
- Гальнбек Пётр Иванович
- Гальнбек Артур Иванович

## Происхождение фамилии
В Германии есть деревня Галенбек, в земле Мекленбург-Передняя Померания. В 1648—1815 годы эта земля принадлежала Швеции и называлась Шведская Померания.
Прямой предок Гальнбек Ивана Андреевича — Michael Gahlnbäck (Gahlenbeck), был рождён в 1709 году, в области Пенцлин, Мекленбург-Передняя Померания, принадлежавшей Шведской Померании, впоследствии Германии. Город Пенцлин находится в 50 км от этой деревни Галенбек.
Михаэль Гальнбек мигрировал по морскому пути в Таллин (Harju County), принадлежавший с 1561 по 1721 год Шведской Эстляндии, впоследствии Российской империи, где он умер 30 июня 1771 в возрасте 61-62 года.
Вероятная причина эмиграции: после подписания Ништадского мирного договора Пётр I восстановил права немецкой аристократии, утерянные при шведском правлении.

### Этимология Gahlnbäck
Разбор шведского слова Gahlnbäck: Gahl + n(соединительная) + bäck (ручей).
Значение: Гальский ручей или ручей Галя.
Тип: Топоним.

## Комментарии
1. ↑  Ныне — в волости Сааремаа уезда Сааремаа, Эстония.

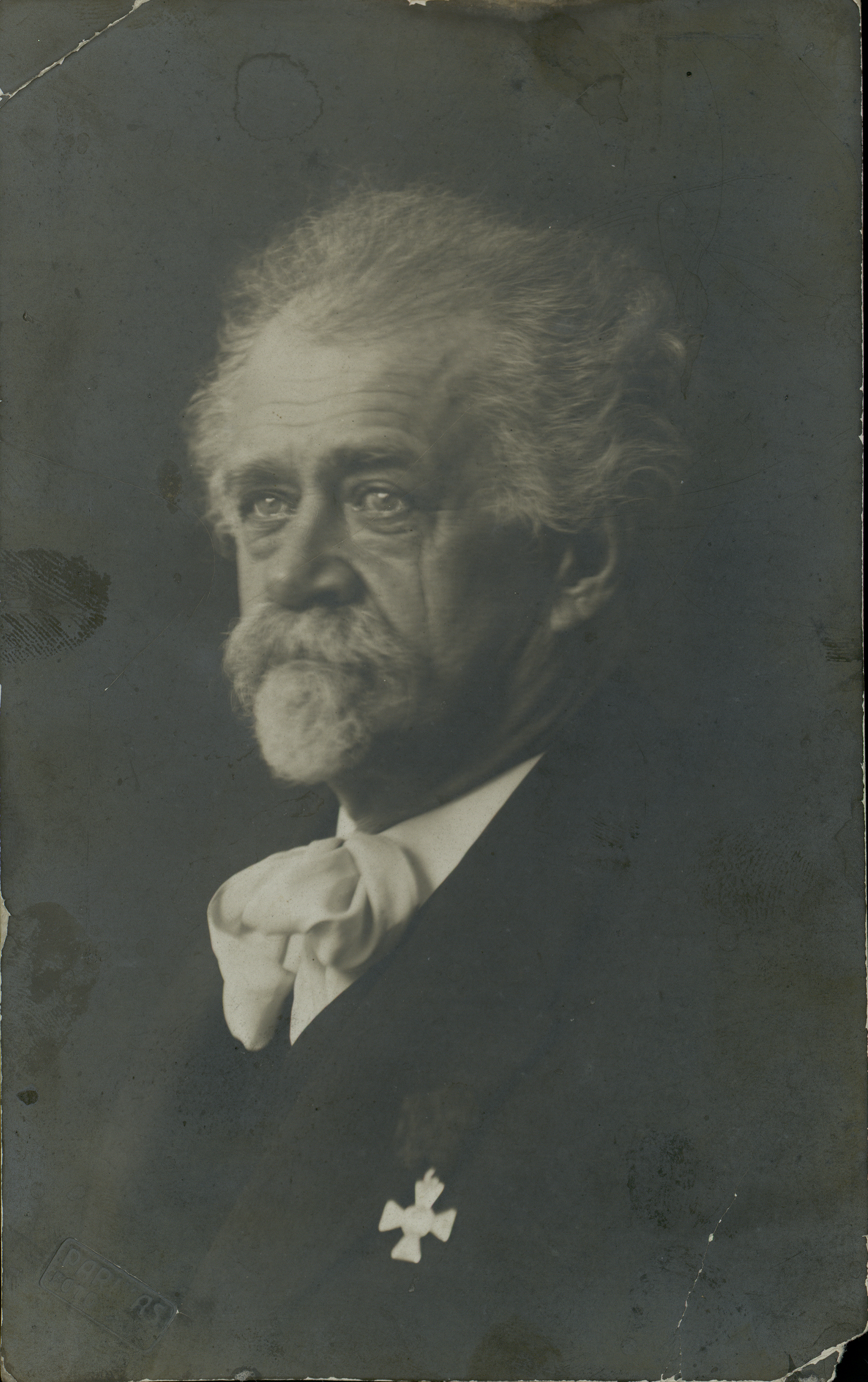
Фотография-портрет Гальнбек Ивана Андреевича

2. ↑  Институт археологической технологии  при Академии истории материальной культуры в Ленинграде исследовал технику древних производств и  методы консервации и реставрации материалов[7].
3. ↑  По другим данным[13], коллекция И. А. Гальнбека насчитывала 7000 экспонатов.
4. ↑  По другим данным — орден Святого Георгия 4 класса[2].